# WRC Generations
WRC Generations è un simulatore di guida prodotto da Kylotonn e Bigben Interactive, basato sul Campionato del mondo rally 2022, con licenza ufficiale. È il seguito di WRC 10 FIA World Rally Championship ed è stato pubblicato il 3 novembre 2022. È il settimo videogioco della serie, prodotto sia per Microsoft Windows che per le console di ottava generazione.

## Novità nel gioco
In accordo con le novità regolamentari del Campionato del mondo rally 2022, in questo videogioco viene introdotta la nuova massima categoria Rally1, ovvero auto dotate di powertrain ibridi plug-in. Ci sono tre modelli ai nastri di partenza:
- Hyundai i20 N Rally1
- Ford Puma Rally1
- Toyota GR Yaris Rally1

## Auto classiche e bonus
In questo nuovo videogame vengono aggiunte anche 9 auto classiche di cui come DLC. Oltre a quelle bonus che c'erano già negli ultimi 3 giochi precedente.

### Auto classiche
- Lancia Fulvia
- Alpine-Renault A110 1800
- Lancia 037
- Ford Escort RS1800
- Fiat 131 Abarth Rally
- Audi quattro
- Lancia Stratos
- Peugeot 205 T16
- Lancia Delta HF 4WD
- Lancia Delta HF Integrale
- Toyota Celica GT-Four
- Subaru Impreza WRC
- Mitsubishi Lancer Evolution
- Toyota Corolla WRC
- Citroën Xsara WRC
- Peugeot 206 WRC
- Ford Focus WRC
- Citroën C4 WRC
- Citroën DS3 WRC
- Volkswagen Polo R WRC
- Ford Fiesta WRC
- Toyota Yaris WRC

### Auto bonus
- Citroën C3 WRC
- Proton Iriz
- Ford Fiesta Rally3
- Volkswagen Polo GTI R5